# Minoritenkloster Brilon

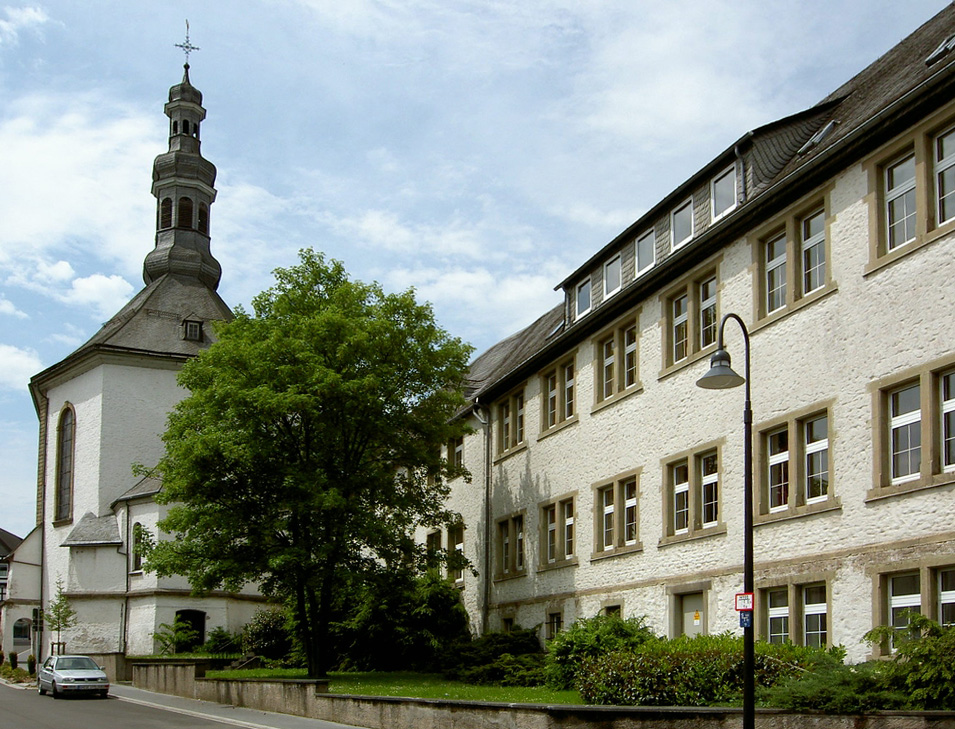
Ehemaliges Kloster mit Nikolaikirche

Die Minoriten-Niederlassung zu Brilon war eine der zahlreichen Neugründungen des 17. und 18. Jahrhunderts von Franziskaner-Conventualen in der Kölner Ordensprovinz.

## Geschichte und Entwicklung
Am 29. Oktober 1652 boten die Minoriten der Kölnischen Minoritenprovinz („Fratres Minorum Ordinis Sancti Francisci Conventualium Kölnischer Provinz“) dem Magistrat zu Brilon an, geistliche Dienste am Ort wahrzunehmen. Der Schwerpunkt sollte auf der Erteilung des Gymnasialunterrichts in den unteren vier Klassen liegen. Sie erbaten die Überlassung der Nikolai-Kapelle und die Erlaubnis zum Erwerb eines daran angrenzenden Hauses mit Garten. Am 11. September 1653 erteilte der Kölner Erzbischof Max Heinrich von Bayern seine Genehmigung zur Gründung einer neuen Minoriten-Niederlassung in Brilon. Schon zwei Tage später trafen die ersten beiden Minoriten aus Dortmund und Soest ein.
Seit 1655 lässt sich das Gymnasium beziehungsweise die Lateinschule „Ambrosio-Antonium“ nachweisen. Ab 1658 erfolgte der Unterricht in dem von der Stadt angekauften Haus des Henning Rammen. Zwischen 1708 und 1712 errichtete die Stadt ein Schulgebäude in Klosternähe. Zeitweise lernten in der Schule bis zu 80 Schüler. 1795 waren es nur noch 13.
1756 übernahmen die Minoriten zusätzlich zum Schuldienst die Verwaltung der Pfarreien in Obermarsberg und 1786 in Brilon.
Ab 1655 waren die Ordensgeistlichen im Haus eines ehemaligen Bürgermeisters untergebracht. Die Grundsteinlegung für das neue Klostergebäude erfolgte am 16. Juni 1663, aber erst 1703 wurde es fertiggestellt. Im Siebenjährigen Krieg rückten die Franzosen im Jahr 1757 in Brilon ein und benutzten das Kloster als Hospital. Eine neue Klosterkirche wurde ab 1772 errichtet und 1782 vollendet. Zur Finanzierung trug vor allem der Briloner Bürgermeister Johann Melchior Wichartz  mit einer Summe von 14.000 Reichstalern bei. Nach Fertigstellung des Baues wurde die alte Nikolai-Kapelle abgerissen.
Die Minoriten der Niederlassung „Conventus Brilonensis“ stammten überwiegend aus westfälischen Bürger- und Bauernfamilien. Die Konventsstärke betrug bis zu 18 Personen. 1786 waren es 14 Patres und 4 Laienbrüder, bei der Aufhebung noch 7 Patres und 4 Laienbrüder. Zu den Klosterämtern gehörten der Guardian mit seinem Stellvertreter, dem Vicarius, als Obere, „Senior Lector“, „Procurator“, „Concionator“, „Stationarius“ (zur Seelsorgeaushilfe in umliuegneden Kirchen) und „Terminarius“. Außerdem werden Professoren des Gymnasiums erwähnt. Ältere Minoriten waren „Jubilarius“.
Mit Übernahme der Nikolai-Kapelle erhielt das Kloster den so genannten „Nikolai-Gewinn“, der die Einkünfte aus 9 Äckern umfasste. Hierzu gehörte auch die Mühle auf dem Eselskamp. Später kamen noch 10 Äcker, 4 Wiesen, 2 Gärten und 5 Fischteiche hinzu. Für das Jahr 1757 ist die Existenz einer Brauerei überliefert.
Erstmals wurde 1783 im Rahmen der Schulreform durch Franz Wilhelm von Spiegel die Aufhebung der Klosterschule angeordnet und 1784 erneut bestätigt. Ein Jahr später erlaubte der Kölner Erzbischof der Stadt Brilon die Einrichtung eines öffentlichen Gymnasiums mit drei Professoren. Die Minoriten betrieben beim Erzbischof die Aufhebung dieser nicht mehr unter ihrer direkten Kontrolle befindlichen Lehranstalt, die 1795 nur noch 13 Schüler hatte, jedoch ohne Erfolg. Am 1. November 1803 erhielten die Minoriten im Zuge der Säkularisation das Aufhebungsdekret des neuen Landesherren Ludwig X. von Hessen-Darmstadt, für Schule und Kloster. Am 6. April 1804 zogen sie vorübergehend bis 1806 ins aufgelöste Minoritenkloster von Rüthen.
Auf Befehl der Hessen musste am 1. Juni 1803 ein Inventarverzeichnis der Klosterbibliothek angefertigt werden. Ein Teil der Bücher (86 Werke) ist in der Bibliothek des Gymnasiums Petrinum Brilon überliefert. Die Archivalien liegen im Staatsarchiv Münster und im Erbistumsarchiv Paderborn.

## Liste der Guardiane
- 1653 Fridericus Stemmer
- 1657 Jodocus Vehoff
- 1666 Theodorus Storck
- 1667 Jodocus Vehoff
- 1670 Georg Caspari
- 1671 Martinus Riphan
- 1676 Otto Koch
- 1679 Georg Caspari
- 1685 Bertram Kleinschmidt
- 1688 Georg Caspari
- 1690 Leo Letmate
- 1691 Otto Koch
- 1697 Sigefridus Becker
- 1700 Bonaventura Thuman
- 1705 Johannes Baptista Harbert
- 1707 Samuel Kesterinck
- 1709 Johannes Baptista Harbert
- 1712 Jodocus Cramer
- 1713 Rudolphus Dempfer
- 1715 Agricola Betting
- 1716 Johannes Baptista Harbert
- 1718 Lucas Jansingh
- 1721 Marcus Bonstrupp
- 1724 Melchiades Gördes
- 1727 Agapitus Seiling
- 1730 Honorius de Westrem
- 1731 Everhardus Hillen
- 1734 Martinus Naber
- 1736 Conradus Fuisting
- 1737 Victorinus Crux
- 1740 Bonaventura Oberess
- 1743 Fridericus Weyer
- 1745 Crescentius Gescher
- 1748 Georgius Gerdes
- 1751	Bernardinus Benning
- 1754 Paulus Koch
- 1757 Floridus Ludolph
- 1758 Damianus Flören
- 1761 Bonaventura Oberess
- 1762 Juvenalis Oldenkott
- 1765 Paulus Koch
- 1769 Juvenalis Oldenkott
- 1772 Georgius Weyer
- 1773 Ludovicus Niemberg (kommissarisch)
- 1773 Hyacinthus Surmann
- 1776 Sabinus Reckers
- 1779 Hyginus La Paix
- 1782 Bonus Willer
- 1783 Felix Kligge
- 1785 Sabinus Reckers
- 1788 Aemilianus Bannenberg
- 1790 Josephus Becker
- 1793 Bartholomaeus Brüning
- 1796 Paulus Osterbrock
- 1797 Bellinus Lohmann
- 1800 Gedeon Lescher
- 1803 Bellinus Lohmann